# 普卢达涅勒
普卢达涅勒（法語：Ploudaniel，法語發音：[pludanjɛl]）是法国菲尼斯泰尔省的一个市镇，位于该省西北部，属于布雷斯特区。

## 地理
普卢达涅勒（48°32'13"N, 4°18'47"W）面积46.28 平方千米，位于法国布列塔尼大區菲尼斯泰尔省，该省份为法国最西部的省份，位于布列塔尼半岛西部，北西南三面环大西洋，东临阿摩尔滨海省和莫尔比昂省。
与普卢达涅勒接壤的市镇（或旧市镇、城区）包括：朗代諾、勒德雷内克、勒福尔瓜特、凯尔桑普拉贝内克、莱斯讷旺、普卢埃代恩、普卢内旺泰尔、圣梅昂、圣托南、特雷加朗泰克、特雷马韦藏。

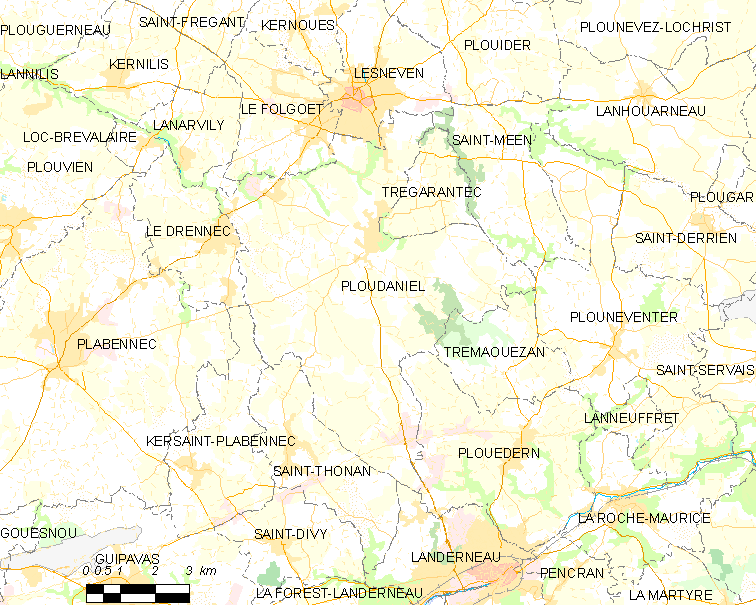
普卢达涅勒的OSM定位图

普卢达涅勒的时区为UTC+01:00、UTC+02:00（夏令时）。

## 行政
普卢达涅勒的邮政编码为29260，INSEE市镇编码为29179。

## 政治
普卢达涅勒所属的省级选区为莱斯讷旺县。

## 人口

1962-2008年间普卢达涅勒人口变化图示

普卢达涅勒于2022年1月1日时的人口数量为3738人。